# Asian Le Mans Series 2015-2016
Navigation
Édition précédente Édition suivante
La saison 2015-2016 des Asian Le Mans Series est la quatrième saison de ce championnat et se déroule du 10 octobre 2015 au 24 janvier 2016 sur un total de quatre manches.

## Calendrier
Le calendrier 2015 a été révélé le 12 février 2015. Il a été mis à jour le 20 avril 2015, ce qui a ajouté la course à Buriram, reporté la course de Sepang et annulé la course prévue au Circuit International de Shanghai pour la remplacée par une deuxième course à Sepang. La course de Fuji se tiendra en prémices de la course des 6 heures de Fuji du championnat du monde d'endurance FIA.
| N° | Date       | Course                | Circuit                          | Lieu    | Pays      |
| -- | ---------- | --------------------- | -------------------------------- | ------- | --------- |
| 1  | 10 octobre | 2 Heures de Fuji      | Fuji Speedway                    | Oyama   | Japon     |
| 2  | 8 novembre | 3 Heures de Sepang I  | Circuit international de Sepang  | Sepang  | Malaisie  |
| 3  | 10 janvier | 3 Heures de Burinam   | Circuit international de Buriram | Buriram | Thaïlande |
| 4  | 24 janvier | 3 Heures de Sepang II | Circuit international de Sepang  | Sepang  | Malaisie  |

## Engagés
| No.   | Pays | Équipe                     | Voiture                                  | Pneu | Pilote 1                                                                                      | Pilote 2                                                                                      | Pilote 3                                                                                      | Manche  |      |      |      |      |      |      |      |      |      |      |      |      |      |      |      |      |      |      |      |      |      |      |      |      |      |      |      |      |      |      |      |      |      |      |      |      |      |      |      |      |      |      |      |      |      |      |      |      |      |      |      |      |      |      |      |      |      |      |      |      |      |      |      |      |      |      |      |      |      |      |      |      |      |      |      |      |      |      |      |      |      |      |      |      |      |      |      |      |      |
| No.   | Pays | Équipe                     | Voiture                                  | Pneu | Le(s) chiffre(s) entre parenthèses sont la ou les manches auxquelles(s) le pilote a pris part | Le(s) chiffre(s) entre parenthèses sont la ou les manches auxquelles(s) le pilote a pris part | Le(s) chiffre(s) entre parenthèses sont la ou les manches auxquelles(s) le pilote a pris part | Manche  |      |      |      |      |      |      |      |      |      |      |      |      |      |      |      |      |      |      |      |      |      |      |      |      |      |      |      |      |      |      |      |      |      |      |      |      |      |      |      |      |      |      |      |      |      |      |      |      |      |      |      |      |      |      |      |      |      |      |      |      |      |      |      |      |      |      |      |      |      |      |      |      |      |      |      |      |      |      |      |      |      |      |      |      |      |      |      |      |      |
| LMP2  | LMP2 | LMP2                       | LMP2                                     | LMP2 | LMP2                                                                                          | LMP2                                                                                          | LMP2                                                                                          | LMP2    | LMP2 | LMP2 | LMP2 | LMP2 | LMP2 | LMP2 | LMP2 | LMP2 | LMP2 | LMP2 | LMP2 | LMP2 | LMP2 | LMP2 | LMP2 | LMP2 | LMP2 | LMP2 | LMP2 | LMP2 | LMP2 | LMP2 | LMP2 | LMP2 | LMP2 | LMP2 | LMP2 | LMP2 | LMP2 | LMP2 | LMP2 | LMP2 | LMP2 | LMP2 | LMP2 | LMP2 | LMP2 | LMP2 | LMP2 | LMP2 | LMP2 | LMP2 | LMP2 | LMP2 | LMP2 | LMP2 | LMP2 | LMP2 | LMP2 | LMP2 | LMP2 | LMP2 | LMP2 | LMP2 | LMP2 | LMP2 | LMP2 | LMP2 | LMP2 | LMP2 | LMP2 | LMP2 | LMP2 | LMP2 | LMP2 | LMP2 | LMP2 | LMP2 | LMP2 | LMP2 | LMP2 | LMP2 | LMP2 | LMP2 | LMP2 | LMP2 | LMP2 | LMP2 | LMP2 | LMP2 | LMP2 | LMP2 | LMP2 | LMP2 | LMP2 | LMP2 | LMP2 | LMP2 | LMP2 |
| ----- | ---- | -------------------------- | ---------------------------------------- | ---- | --------------------------------------------------------------------------------------------- | --------------------------------------------------------------------------------------------- | --------------------------------------------------------------------------------------------- | ------- | ---- | ---- | ---- | ---- | ---- | ---- | ---- | ---- | ---- | ---- | ---- | ---- | ---- | ---- | ---- | ---- | ---- | ---- | ---- | ---- | ---- | ---- | ---- | ---- | ---- | ---- | ---- | ---- | ---- | ---- | ---- | ---- | ---- | ---- | ---- | ---- | ---- | ---- | ---- | ---- | ---- | ---- | ---- | ---- | ---- | ---- | ---- | ---- | ---- | ---- | ---- | ---- | ---- | ---- | ---- | ---- | ---- | ---- | ---- | ---- | ---- | ---- | ---- | ---- | ---- | ---- | ---- | ---- | ---- | ---- | ---- | ---- | ---- | ---- | ---- | ---- | ---- | ---- | ---- | ---- | ---- | ---- | ---- | ---- | ---- | ---- | ---- | ---- | ---- |
| 8     |      | Race Performance           | Oreca 03R Judd                           | M    | Nicolas Leutwiler (1,2,3,4)                                                                   | Shinji Nakano (1,2) Oliver Webb (3,4)                                                         |                                                                                               | 1,2,3,4 |      |      |      |      |      |      |      |      |      |      |      |      |      |      |      |      |      |      |      |      |      |      |      |      |      |      |      |      |      |      |      |      |      |      |      |      |      |      |      |      |      |      |      |      |      |      |      |      |      |      |      |      |      |      |      |      |      |      |      |      |      |      |      |      |      |      |      |      |      |      |      |      |      |      |      |      |      |      |      |      |      |      |      |      |      |      |      |      |      |
| 9     |      | Jagonya Ayam! avec Eurasia | Oreca 03R Nissan                         | M    | Sean Gelael (3,4)                                                                             | Antonio Giovinazzi (3,4)                                                                      |                                                                                               | 3,4     |      |      |      |      |      |      |      |      |      |      |      |      |      |      |      |      |      |      |      |      |      |      |      |      |      |      |      |      |      |      |      |      |      |      |      |      |      |      |      |      |      |      |      |      |      |      |      |      |      |      |      |      |      |      |      |      |      |      |      |      |      |      |      |      |      |      |      |      |      |      |      |      |      |      |      |      |      |      |      |      |      |      |      |      |      |      |      |      |      |
| 25    |      | Algarve Pro Racing         | Ligier JSP2                              | M    | Michael Munemann (2,3,4)                                                                      | Jamie Winslow (2,3,4)                                                                         | Dean Koutsoumidis (2,3,4)                                                                     | 2,3,4   |      |      |      |      |      |      |      |      |      |      |      |      |      |      |      |      |      |      |      |      |      |      |      |      |      |      |      |      |      |      |      |      |      |      |      |      |      |      |      |      |      |      |      |      |      |      |      |      |      |      |      |      |      |      |      |      |      |      |      |      |      |      |      |      |      |      |      |      |      |      |      |      |      |      |      |      |      |      |      |      |      |      |      |      |      |      |      |      |      |
| 99    |      | Eurasia Motorsport         | Oreca 03 Nissan                          | M    | William Lok (1,2,3,4)                                                                         | Tack Sung Kim (1,2,4) Nick de Bruijn (3)                                                      | Tristan Gommendy (1) Richard Bradley (2,3,4)                                                  | 1,2,3,4 |      |      |      |      |      |      |      |      |      |      |      |      |      |      |      |      |      |      |      |      |      |      |      |      |      |      |      |      |      |      |      |      |      |      |      |      |      |      |      |      |      |      |      |      |      |      |      |      |      |      |      |      |      |      |      |      |      |      |      |      |      |      |      |      |      |      |      |      |      |      |      |      |      |      |      |      |      |      |      |      |      |      |      |      |      |      |      |      |      |
| LMP3  |      |                            |                                          |      |                                                                                               |                                                                                               |                                                                                               |         |      |      |      |      |      |      |      |      |      |      |      |      |      |      |      |      |      |      |      |      |      |      |      |      |      |      |      |      |      |      |      |      |      |      |      |      |      |      |      |      |      |      |      |      |      |      |      |      |      |      |      |      |      |      |      |      |      |      |      |      |      |      |      |      |      |      |      |      |      |      |      |      |      |      |      |      |      |      |      |      |      |      |      |      |      |      |      |      |      |
| 1     |      | David Cheng Racing         | Ligier JS P3                             | M    | David Cheng (1,2,3,4)                                                                         | Ho-Pin Tung (1,2,3,4)                                                                         | Thomas Laurent (2,3,4)                                                                        | 1,2,3,4 |      |      |      |      |      |      |      |      |      |      |      |      |      |      |      |      |      |      |      |      |      |      |      |      |      |      |      |      |      |      |      |      |      |      |      |      |      |      |      |      |      |      |      |      |      |      |      |      |      |      |      |      |      |      |      |      |      |      |      |      |      |      |      |      |      |      |      |      |      |      |      |      |      |      |      |      |      |      |      |      |      |      |      |      |      |      |      |      |      |
| 88    |      | Team AAI                   | ADESS-03                                 | M    | Tatsuya Tanigawa (1,3)                                                                        | Ryohei Sakaguchi (1) Chen Siyu (3)                                                            | Li Zhi Cong (1) Chen Junrong (3)                                                              | 1,3     |      |      |      |      |      |      |      |      |      |      |      |      |      |      |      |      |      |      |      |      |      |      |      |      |      |      |      |      |      |      |      |      |      |      |      |      |      |      |      |      |      |      |      |      |      |      |      |      |      |      |      |      |      |      |      |      |      |      |      |      |      |      |      |      |      |      |      |      |      |      |      |      |      |      |      |      |      |      |      |      |      |      |      |      |      |      |      |      |      |
| 89    |      | Team AAI                   | ADESS-03                                 | M    | Masataka Yanagida (1,2,3,4)                                                                   | Terry Fang (1) Alex Kapadia (2) Sakaguchi Ryohei (3) Lam Yu (4)                               | Takamitsu Matsui (1) Ollie Hancock (2) Tanart Sathienthirakul (3) Chen Siyu (4)               | 1,2,3,4 |      |      |      |      |      |      |      |      |      |      |      |      |      |      |      |      |      |      |      |      |      |      |      |      |      |      |      |      |      |      |      |      |      |      |      |      |      |      |      |      |      |      |      |      |      |      |      |      |      |      |      |      |      |      |      |      |      |      |      |      |      |      |      |      |      |      |      |      |      |      |      |      |      |      |      |      |      |      |      |      |      |      |      |      |      |      |      |      |      |
| CN    |      |                            |                                          |      |                                                                                               |                                                                                               |                                                                                               |         |      |      |      |      |      |      |      |      |      |      |      |      |      |      |      |      |      |      |      |      |      |      |      |      |      |      |      |      |      |      |      |      |      |      |      |      |      |      |      |      |      |      |      |      |      |      |      |      |      |      |      |      |      |      |      |      |      |      |      |      |      |      |      |      |      |      |      |      |      |      |      |      |      |      |      |      |      |      |      |      |      |      |      |      |      |      |      |      |      |
| 21    |      | Avelon Formula             | Wolf GB08 LM CN                          | M    | Denis Lian (2,3,4)                                                                            | Giorgio Maggi (2,3,4)                                                                         |                                                                                               | 2,3,4   |      |      |      |      |      |      |      |      |      |      |      |      |      |      |      |      |      |      |      |      |      |      |      |      |      |      |      |      |      |      |      |      |      |      |      |      |      |      |      |      |      |      |      |      |      |      |      |      |      |      |      |      |      |      |      |      |      |      |      |      |      |      |      |      |      |      |      |      |      |      |      |      |      |      |      |      |      |      |      |      |      |      |      |      |      |      |      |      |      |
| 69    |      | Atlantic Racing Team       | Wolf GB08 LM CN                          | M    | Zen Low (2,3,4)                                                                               | John Bryant-Meisner (2) Shinyo Sano (3,4)                                                     | Toshiyuki Ochiai (2)                                                                          | 2,3,4   |      |      |      |      |      |      |      |      |      |      |      |      |      |      |      |      |      |      |      |      |      |      |      |      |      |      |      |      |      |      |      |      |      |      |      |      |      |      |      |      |      |      |      |      |      |      |      |      |      |      |      |      |      |      |      |      |      |      |      |      |      |      |      |      |      |      |      |      |      |      |      |      |      |      |      |      |      |      |      |      |      |      |      |      |      |      |      |      |      |
| GT    |      |                            |                                          |      |                                                                                               |                                                                                               |                                                                                               |         |      |      |      |      |      |      |      |      |      |      |      |      |      |      |      |      |      |      |      |      |      |      |      |      |      |      |      |      |      |      |      |      |      |      |      |      |      |      |      |      |      |      |      |      |      |      |      |      |      |      |      |      |      |      |      |      |      |      |      |      |      |      |      |      |      |      |      |      |      |      |      |      |      |      |      |      |      |      |      |      |      |      |      |      |      |      |      |      |      |
| 3     |      | Clearwater Racing          | McLaren 650S GT3                         | M    | Weng Sun Mok (1,2,3,4)                                                                        | Rob Bell (1,2,3,4)                                                                            | Keita Sawa (1,2,3,4)                                                                          | 1,2,3,4 |      |      |      |      |      |      |      |      |      |      |      |      |      |      |      |      |      |      |      |      |      |      |      |      |      |      |      |      |      |      |      |      |      |      |      |      |      |      |      |      |      |      |      |      |      |      |      |      |      |      |      |      |      |      |      |      |      |      |      |      |      |      |      |      |      |      |      |      |      |      |      |      |      |      |      |      |      |      |      |      |      |      |      |      |      |      |      |      |      |
| 5     |      | Absolute Racing            | Audi R8 LMS                              | M    | Jeffrey Lee (1,2,3,4)                                                                         | Alex Yoong (1) Alessio Picariello (2,3,4)                                                     | Shaun Thong (1) Andrew Kim (2) Adderly Fong (3) Christopher Mies (4)                          | 1,2,3,4 |      |      |      |      |      |      |      |      |      |      |      |      |      |      |      |      |      |      |      |      |      |      |      |      |      |      |      |      |      |      |      |      |      |      |      |      |      |      |      |      |      |      |      |      |      |      |      |      |      |      |      |      |      |      |      |      |      |      |      |      |      |      |      |      |      |      |      |      |      |      |      |      |      |      |      |      |      |      |      |      |      |      |      |      |      |      |      |      |      |
| 6     |      | Bentley Team Absolute      | Bentley Continental GT3                  | M    | Adderly Fong (4)                                                                              | Andrew Palmer (4)                                                                             |                                                                                               | 4       |      |      |      |      |      |      |      |      |      |      |      |      |      |      |      |      |      |      |      |      |      |      |      |      |      |      |      |      |      |      |      |      |      |      |      |      |      |      |      |      |      |      |      |      |      |      |      |      |      |      |      |      |      |      |      |      |      |      |      |      |      |      |      |      |      |      |      |      |      |      |      |      |      |      |      |      |      |      |      |      |      |      |      |      |      |      |      |      |      |
| 7     |      | ARC Bratislava             | Audi R8 LMS                              | M    | Miroslav Konôpka (1,2,3,4)                                                                    | Pierre Kaffer (1) Fairuz Fauzy (2,3,4)                                                        | Afiq Yazid (4)                                                                                | 1,2,3,4 |      |      |      |      |      |      |      |      |      |      |      |      |      |      |      |      |      |      |      |      |      |      |      |      |      |      |      |      |      |      |      |      |      |      |      |      |      |      |      |      |      |      |      |      |      |      |      |      |      |      |      |      |      |      |      |      |      |      |      |      |      |      |      |      |      |      |      |      |      |      |      |      |      |      |      |      |      |      |      |      |      |      |      |      |      |      |      |      |      |
| 27    |      | Nexus Infinity             | Ferrari 458 Italia GT3                   | M    | Dominic Ang (1,2,3,4)                                                                         | Joshua Hunt (1,2,3,4)                                                                         | Adrian D'Silva (4)                                                                            | 1,2,3,4 |      |      |      |      |      |      |      |      |      |      |      |      |      |      |      |      |      |      |      |      |      |      |      |      |      |      |      |      |      |      |      |      |      |      |      |      |      |      |      |      |      |      |      |      |      |      |      |      |      |      |      |      |      |      |      |      |      |      |      |      |      |      |      |      |      |      |      |      |      |      |      |      |      |      |      |      |      |      |      |      |      |      |      |      |      |      |      |      |      |
| 38    |      | Spirit of Race             | Ferrari 458 Italia GT3                   | M    | Nasrat Muzayyin (1,2,3,4)                                                                     | Rui Águas (1,2) Aaron Scott (3,4)                                                             | Marco Cioci (4)                                                                               | 1,2,3,4 |      |      |      |      |      |      |      |      |      |      |      |      |      |      |      |      |      |      |      |      |      |      |      |      |      |      |      |      |      |      |      |      |      |      |      |      |      |      |      |      |      |      |      |      |      |      |      |      |      |      |      |      |      |      |      |      |      |      |      |      |      |      |      |      |      |      |      |      |      |      |      |      |      |      |      |      |      |      |      |      |      |      |      |      |      |      |      |      |      |
| 66    |      | Bentley Team Absolute      | Bentley Continental GT3                  | M    | Jonathan Venter (4)                                                                           | Andrew Kim (4)                                                                                | Tanart Sathienthirakul (4)                                                                    | 4       |      |      |      |      |      |      |      |      |      |      |      |      |      |      |      |      |      |      |      |      |      |      |      |      |      |      |      |      |      |      |      |      |      |      |      |      |      |      |      |      |      |      |      |      |      |      |      |      |      |      |      |      |      |      |      |      |      |      |      |      |      |      |      |      |      |      |      |      |      |      |      |      |      |      |      |      |      |      |      |      |      |      |      |      |      |      |      |      |      |
| 90    |      | Team AAI                   | Mercedes-Benz SLS AMG GT3                | M    | Lam Yu (2)                                                                                    | Tatsuya Tanigawa (2)                                                                          |                                                                                               | 2       |      |      |      |      |      |      |      |      |      |      |      |      |      |      |      |      |      |      |      |      |      |      |      |      |      |      |      |      |      |      |      |      |      |      |      |      |      |      |      |      |      |      |      |      |      |      |      |      |      |      |      |      |      |      |      |      |      |      |      |      |      |      |      |      |      |      |      |      |      |      |      |      |      |      |      |      |      |      |      |      |      |      |      |      |      |      |      |      |      |
| 91    |      | Team AAI                   | BMW Z4 GT3                               | M    | Jun San Chen (1,2,3,4)                                                                        | Ollie Millroy (1,2,3,4)                                                                       | Nobuteru Taniguchi (1,3,4) Dirk Müller (2)                                                    | 1,2,3,4 |      |      |      |      |      |      |      |      |      |      |      |      |      |      |      |      |      |      |      |      |      |      |      |      |      |      |      |      |      |      |      |      |      |      |      |      |      |      |      |      |      |      |      |      |      |      |      |      |      |      |      |      |      |      |      |      |      |      |      |      |      |      |      |      |      |      |      |      |      |      |      |      |      |      |      |      |      |      |      |      |      |      |      |      |      |      |      |      |      |
| 92    |      | Team AAI - HubAuto         | BMW Z4 GT3                               | M    | Han Chen Chen (Morris) (1,2,3,4)                                                              | Shinya Hosokawa (1,2,3,4)                                                                     | Hiroki Yoshimoto (1,2,3,4)                                                                    | 1,2,3,4 |      |      |      |      |      |      |      |      |      |      |      |      |      |      |      |      |      |      |      |      |      |      |      |      |      |      |      |      |      |      |      |      |      |      |      |      |      |      |      |      |      |      |      |      |      |      |      |      |      |      |      |      |      |      |      |      |      |      |      |      |      |      |      |      |      |      |      |      |      |      |      |      |      |      |      |      |      |      |      |      |      |      |      |      |      |      |      |      |      |
| 93    |      | Team AAI                   | Mclaren MP4-12C                          | M    | Tatsuya Tanigawa (4)                                                                          | Shunsuke-Kohno (4)                                                                            |                                                                                               | 4       |      |      |      |      |      |      |      |      |      |      |      |      |      |      |      |      |      |      |      |      |      |      |      |      |      |      |      |      |      |      |      |      |      |      |      |      |      |      |      |      |      |      |      |      |      |      |      |      |      |      |      |      |      |      |      |      |      |      |      |      |      |      |      |      |      |      |      |      |      |      |      |      |      |      |      |      |      |      |      |      |      |      |      |      |      |      |      |      |      |
| GT Am |      |                            |                                          |      |                                                                                               |                                                                                               |                                                                                               |         |      |      |      |      |      |      |      |      |      |      |      |      |      |      |      |      |      |      |      |      |      |      |      |      |      |      |      |      |      |      |      |      |      |      |      |      |      |      |      |      |      |      |      |      |      |      |      |      |      |      |      |      |      |      |      |      |      |      |      |      |      |      |      |      |      |      |      |      |      |      |      |      |      |      |      |      |      |      |      |      |      |      |      |      |      |      |      |      |      |
| 51    |      | KCMG                       | Porsche GT3 Cup                          | M    | Paul Ip (1,2,3,4)                                                                             | Christian Ried (1,2) Martin Rump (3) Akash Nandy (4)                                          | James Munro (1) Dan Wells (2) Yuan Bo (3,4)                                                   | 1,2,3,4 |      |      |      |      |      |      |      |      |      |      |      |      |      |      |      |      |      |      |      |      |      |      |      |      |      |      |      |      |      |      |      |      |      |      |      |      |      |      |      |      |      |      |      |      |      |      |      |      |      |      |      |      |      |      |      |      |      |      |      |      |      |      |      |      |      |      |      |      |      |      |      |      |      |      |      |      |      |      |      |      |      |      |      |      |      |      |      |      |      |
| 77    |      | Team Starspeed Racing      | Lamborghini Huracan LP620-2 Super Trofeo | M    | Yoon Sanghwi Rick (4)                                                                         | Wong Chong Yau, Runne (4)                                                                     |                                                                                               | 4       |      |      |      |      |      |      |      |      |      |      |      |      |      |      |      |      |      |      |      |      |      |      |      |      |      |      |      |      |      |      |      |      |      |      |      |      |      |      |      |      |      |      |      |      |      |      |      |      |      |      |      |      |      |      |      |      |      |      |      |      |      |      |      |      |      |      |      |      |      |      |      |      |      |      |      |      |      |      |      |      |      |      |      |      |      |      |      |      |      |

## Résultats
Les vainqueurs du classement général de chaque manche sont inscrits en caractères gras.
| N° | Course                | Équipe victorieuse LMP2         | Équipe victorieuse LMP3                | Équipe victorieuse CN                                           | Équipe victorieuse GT                           | Équipe victorieuse GTAm            | Résultats |
| N° | Course                | Pilotes victorieux LMP2         | Pilotes victorieux LMP3                | Pilotes victorieux CN                                           | Pilotes victorieux GT                           | Pilotes victorieux GTAm            | Résultats |
| -- | --------------------- | ------------------------------- | -------------------------------------- | --------------------------------------------------------------- | ----------------------------------------------- | ---------------------------------- | --------- |
| 1  | 2 Heures de Fuji      | Race Performance                | Jackie Chan DC Racing                  | Aucune voiture engagée dans cette catégorie.                    | Clearwater Racing                               | KCMG                               | résultats |
| 1  | 2 Heures de Fuji      | Nicolas Leutwiler Shinji Nakano | David Cheng Ho-Pin Tung                | Aucune voiture engagée dans cette catégorie.                    | Weng Sun Mok Keita Sawa Rob Bell                | Paul Ip Christian Ried James Munro | résultats |
| 2  | 3 Heures de Sepang I  | Race Performance                | Jackie Chan DC Racing                  | Avelon Formula (nl)                                             | Clearwater Racing                               | KCMG                               | résultats |
| 2  | 3 Heures de Sepang I  | Nicolas Leutwiler Shinji Nakano | David Cheng Ho-Pin Tung Thomas Laurent | Denis Lian (en) Giorgio Maggi                                   | Weng Sun Mok Keita Sawa Rob Bell                | Paul Ip Christian Ried Dan Wells   | résultats |
| 3  | 3 Heures de Burinam   | Jagonya Ayam! avec Eurasia      | Jackie Chan DC Racing                  | Aucune voiture engagée dans cette catégorie n'a fini la course. | Nexus infinity                                  | KCMG                               | résultats |
| 3  | 3 Heures de Burinam   | Sean Gelael Antonio Giovinazzi  | David Cheng Ho-Pin Tung Thomas Laurent | Aucune voiture engagée dans cette catégorie n'a fini la course. | Dominic Ang Joshua Hunt                         | Paul Ip Yuan Bo Martin Rump        | résultats |
| 4  | 3 Heures de Sepang II | Jagonya Ayam! avec Eurasia      | Jackie Chan DC Racing                  | Avelon Formula (nl)                                             | Absolute Racing                                 | KCMG                               | résultats |
| 4  | 3 Heures de Sepang II | Sean Gelael Antonio Giovinazzi  | David Cheng Ho-Pin Tung Thomas Laurent | Denis Lian (en) Giorgio Maggi                                   | Jeffrey Lee Alessio Picariello Christopher Mies | Paul Ip Akash Nandy Yuan Bo        | résultats |

## Classement

### Attribution des points
| Système des points | Système des points | Système des points | Système des points | Système des points | Système des points | Système des points | Système des points | Système des points | Système des points | Système des points | Système des points | Système des points |
| Position           | 1er                | 2e                 | 3e                 | 4e                 | 5e                 | 6e                 | 7e                 | 8e                 | 9e                 | 10e                | Au-delà            | Pole position      |
| ------------------ | ------------------ | ------------------ | ------------------ | ------------------ | ------------------ | ------------------ | ------------------ | ------------------ | ------------------ | ------------------ | ------------------ | ------------------ |
| Points             | 25                 | 18                 | 15                 | 12                 | 10                 | 8                  | 6                  | 4                  | 2                  | 1                  | 0.5                | 1                  |

### Légende des tableaux de classements
| Ret          | La voiture n'a pas fini la course ou a parcouru moins de 70 % des tours que le leader a parcourus. |
| DNS          | La voiture n'a pas pu prendre le départ.                                                           |
| Casse vierge | La voiture ou le pilote n'était pas inscrit à la course.                                           |

### Classement pilotes

#### LMP2
| Pos. | Ecurie                     | Pilote             | FUJ | SEP | BUR | SEP | Total points |
| ---- | -------------------------- | ------------------ | --- | --- | --- | --- | ------------ |
| 1    | Race Performance           | Nicolas Leutwiler  | 1   | 1   | 3   | 2   | 84           |
| 2    | Algarve Pro Racing         | Michael Munemann   |     | 2   | 2   | 3   | 53           |
| 2    | Algarve Pro Racing         | Dean Koutsoumidis  |     | 2   | 2   | 3   | 53           |
| 2    | Algarve Pro Racing         | Jamie Winslow      |     | 2   | 2   | 3   | 53           |
| 3    | Race Performance           | Shinji Nakano      | 1   | 1   |     |     | 52           |
| 4    | Jagonya Ayam! avec Eurasia | Sean Gelael        |     |     | 1   | 1   | 51           |
| 4    | Jagonya Ayam! avec Eurasia | Antonio Giovinazzi |     |     | 1   | 1   | 51           |
| 5    | Eurasia Motorsport         | William Lok        | 2   | 3   | 4   | Ret | 45           |
| 6    | Race Performance           | Oliver Webb        |     |     | 3   | 2   | 33           |
| 6    | Eurasia Motorsport         | Tack Sung Kim      | 2   | 3   |     | Ret | 33           |
| 7    | Eurasia Motorsport         | Richard Bradley    |     | 3   | 4   | Ret | 27           |
| 8    | Eurasia Motorsport         | Tristan Gommendy   | 2   |     |     |     | 18           |
| 9    | Eurasia Motorsport         | Ned de Bruijn      |     |     | 4   |     | 12           |

#### LMP3
| Pos. | Ecurie    | Pilote                 | FUJ | SEP | BUR | SEP | Total points |
| ---- | --------- | ---------------------- | --- | --- | --- | --- | ------------ |
| 1    | DC Racing | David Cheng            | 1   | 1   | 1   | 1   | 103          |
| 1    | DC Racing | Ho-Pin Tung            | 1   | 1   | 1   | 1   | 103          |
| 2    | DC Racing | Thomas Laurent         |     | 1   | 1   | 1   | 77           |
| 3    | Team AAI  | Masataka Yanagida      | Ret | 2   | 2   | Ret | 37           |
| 4    | Team AAI  | Alex Kapadia           |     | 2   |     |     | 18           |
| 4    | Team AAI  | Ollie Hancock          |     | 2   |     |     | 18           |
| 4    | Team AAI  | Ryohei Sakaguchi       | Ret |     | 2   |     | 18           |
| 4    | Team AAI  | Tanart Sathienthirakul |     |     | 2   |     | 18           |
| 5    | Team AAI  | Chen Siyu              |     |     | DNS | Ret | 1            |
| 5    | Team AAI  | Lam Yu                 |     |     |     | Ret | 1            |
| 6    | Team AAI  | Tatsuya Tanigawa       | Ret |     | DNS |     | 0            |
| 6    | Team AAI  | Li Zhi Cong            | Ret |     |     |     | 0            |
| 6    | Team AAI  | Terry Fang             | Ret |     |     |     | 0            |
| 6    | Team AAI  | Takamitsu Matsui       | Ret |     |     |     | 0            |
| 6    | Team AAI  | Chen Junrong           |     |     | DNS |     | 0            |

#### CN
| Pos. | Ecurie               | Pilote              | FUJ | SEP | BUR | SEP | Total points |
| ---- | -------------------- | ------------------- | --- | --- | --- | --- | ------------ |
| 1    | Team Avelon          | Denis Lian          |     | 1   | Ret | 1   | 51           |
| 1    | Team Avelon          | Giorgio Maggi       |     | 1   | Ret | 1   | 51           |
| 2    | Atlantic Racing Team | Zen Low             |     | 2   | Ret | DNS | 20           |
| 3    | Atlantic Racing Team | John Bryant-Meisner |     | 2   |     |     | 19           |
| 3    | Atlantic Racing Team | Toshiyuki Ochiai    |     | 2   |     |     | 19           |
| 4    | Atlantic Racing Team | Shinyo Sano         |     |     | Ret | DNS | 1            |

#### GT
| Pos. | Ecurie             | Pilote                 | FUJ | SEP | BUR | SEP | Total points |
| ---- | ------------------ | ---------------------- | --- | --- | --- | --- | ------------ |
| 1    | Clearwater Racing  | Weng Sun Mok           | 1   | 1   | 5   | 3   | 78           |
| 1    | Clearwater Racing  | Keita Sawa             | 1   | 1   | 5   | 3   | 78           |
| 1    | Clearwater Racing  | Rob Bell               | 1   | 1   | 5   | 3   | 78           |
| 2    | Absolute Racing    | Jeffery Lee            | 5   | 7   | 2   | 1   | 60           |
| 3    | Nexus Infinity     | Dominic Ang            | 6   | 5   | 1   | 4   | 55           |
| 3    | Nexus Infinity     | Joshua Hunt            | 6   | 5   | 1   | 4   | 55           |
| 4    | Team AAI           | Jun San Chen           | Ret | 2   | 3   | 2   | 51           |
| 4    | Team AAI           | Ollie Millroy          | Ret | 2   | 3   | 2   | 51           |
| 5    | Absolute Racing    | Alessio Picariello     |     | 7   | 2   | 1   | 50           |
| 6    | Spirit of Race     | Nasrat Muzayyin        | 2   | 4   | 7   | 5   | 46           |
| 7    | Team AAI - HubAuto | Han Chen Chen (Morris) | 3   | 6   | 4   | 6   | 43           |
| 7    | Team AAI - HubAuto | Shinya Hosokawa        | 3   | 6   | 4   | 6   | 43           |
| 7    | Team AAI - HubAuto | Hiroki Yoshimoto       | 3   | 6   | 4   | 6   | 43           |
| 8    | Team AAI           | Nobuteru Taniguchi     | Ret |     | 3   | 2   | 33           |
| 9    | Spirit of Race     | Rui Aguas              | 2   | 4   |     |     | 30           |
| 10   | ARC Bratislava     | Miroslav Konôpka       | 4   | 8   | 6   | 8   | 28           |
| 11   | Absolute Racing    | Christopher Mies       |     |     |     | 1   | 26           |
| 12   | Team AAI           | Dirk Muller            |     | 2   |     |     | 18           |
| 12   | Absolute Racing    | Adderly Fong           |     |     | 2   |     | 18           |
| 13   | Spirit of Race     | Aaron Scott            |     |     | 7   | 5   | 16           |
| 14   | Team AAI           | Lam Yu                 |     | 3   |     |     | 15           |
| 14   | Team AAI           | Tatsuya Tanigawa       |     | 3   |     |     | 15           |
| 15   | ARC Bratislava     | Pierre Kaffer          | 4   |     |     |     | 12           |
| 15   | ARC Bratislava     | Fairuz Fauzy           |     | 8   | 6   |     | 12           |
| 16   | Absolute Racing    | Alex Yoong             | 5   |     |     |     | 10           |
| 16   | Absolute Racing    | Shaun Thong            | 5   |     |     |     | 10           |
| 17   | Absolute Racing    | Andrew Kim             |     | 7   |     |     | 6            |

#### GT Am
| Pos. | Team                  | Pilote                | FUJ | SEP | BUR | SEP | Total points |
| ---- | --------------------- | --------------------- | --- | --- | --- | --- | ------------ |
| 1    | KCMG                  | Paul Ip               | 1   | 1   | 1   | 1   | 104          |
| 2    | KCMG                  | Christian Ried        | 1   | 1   |     |     | 52           |
| 2    | KCMG                  | Yuan Bo               |     |     | 1   | 1   | 52           |
| 3    | KCMG                  | James Munro           | 1   |     |     |     | 26           |
| 3    | KCMG                  | Dan Wells             |     | 1   |     |     | 26           |
| 3    | KCMG                  | Martin Rump           |     |     | 1   |     | 26           |
| 3    | KCMG                  | Akash Nandy           |     |     |     | 1   | 26           |
| 4    | Team Starspeed Racing | Yoon Sanghwi Rick     |     |     |     | 2   | 18           |
| 4    | Team Starspeed Racing | Wong Chong Yau, Runne |     |     |     | 2   | 18           |

### Championnat des Équipes

#### LMP2
| Pos. | Voiture | Team                       | FUJ | SEP | BUR | SEP | Total points |
| ---- | ------- | -------------------------- | --- | --- | --- | --- | ------------ |
| 1    | 8       | Race Performance           | 1   | 1   | 3   | 2   | 84           |
| 2    | 25      | Algarve Pro Racing         |     | 2   | 2   | 3   | 53           |
| 3    | 9       | Jagonya Ayam! avec Eurasia |     |     | 1   | 1   | 51           |
| 4    | 99      | Eurasia Motorsport         | 2   | 3   | 4   | Ret | 45           |

#### LMP3
| Pos. | Voiture | Team      | FUJ | SEP | BUR | SEP | Total points |
| ---- | ------- | --------- | --- | --- | --- | --- | ------------ |
| 1    | 1       | DC Racing | 1   | 1   | 1   | 1   | 103          |
| 2    | 89      | Team AAI  | Ret | 2   | 2   | Ret | 37           |
| 3    | 88      | Team AAI  | Ret |     | DNS |     | 0            |

#### CN
| Pos. | Voiture | Team                 | FUJ | SEP | BUR | SEP | Total points |
| ---- | ------- | -------------------- | --- | --- | --- | --- | ------------ |
| 1    | 21      | Avelon Formula       |     | 1   | Ret | 1   | 51           |
| 2    | 61      | Atlantic Racing Team |     | 2   | Ret | DNS | 20           |

#### GT
| Pos. | Voiture | Team                  | FUJ | SEP | BUR | SEP | Total points |
| ---- | ------- | --------------------- | --- | --- | --- | --- | ------------ |
| 1    | 3       | Clearwater Racing     | 1   | 1   | 5   | 3   | 78           |
| 2    | 5       | Absolute Racing       | 5   | 7   | 2   | 1   | 60           |
| 3    | 27      | Nexus Infinity        | 6   | 5   | 1   | 4   | 55           |
| 4    | 91      | Team AAI              | Ret | 2   | 3   | 2   | 51           |
| 5    | 38      | Spirit of Race        | 2   | 4   | 7   | 5   | 46           |
| 6    | 92      | Team AAI - HubAuto    | 3   | 6   | 4   | 6   | 43           |
| 7    | 7       | ARC Bratislava        | 4   | 8   | 6   | 8   | 28           |
| 8    | 90      | Team AAI              |     | 3   |     |     | 15           |
| 9    | 66      | Bentley Team Absolute |     |     |     | 7   | 6            |
| 10   | 93      | Team AAI              |     |     |     | 9   | 2            |
| 11   | 6       | Bentley Team Absolute |     |     |     | 10  | 1            |

#### GT Am
| Pos. | Voiture | Team                  | FUJ | SEP | BUR | SEP | Total points |
| ---- | ------- | --------------------- | --- | --- | --- | --- | ------------ |
| 1    | 51      | KCMG                  | 1   | 1   | 1   | 1   | 104          |
| 2    | 77      | Team Starspeed Racing |     |     |     | 2   | 18           |